# Tangerine (zeekabel)

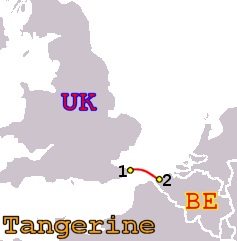
Kaart met de Tangerine aangegeven in rood

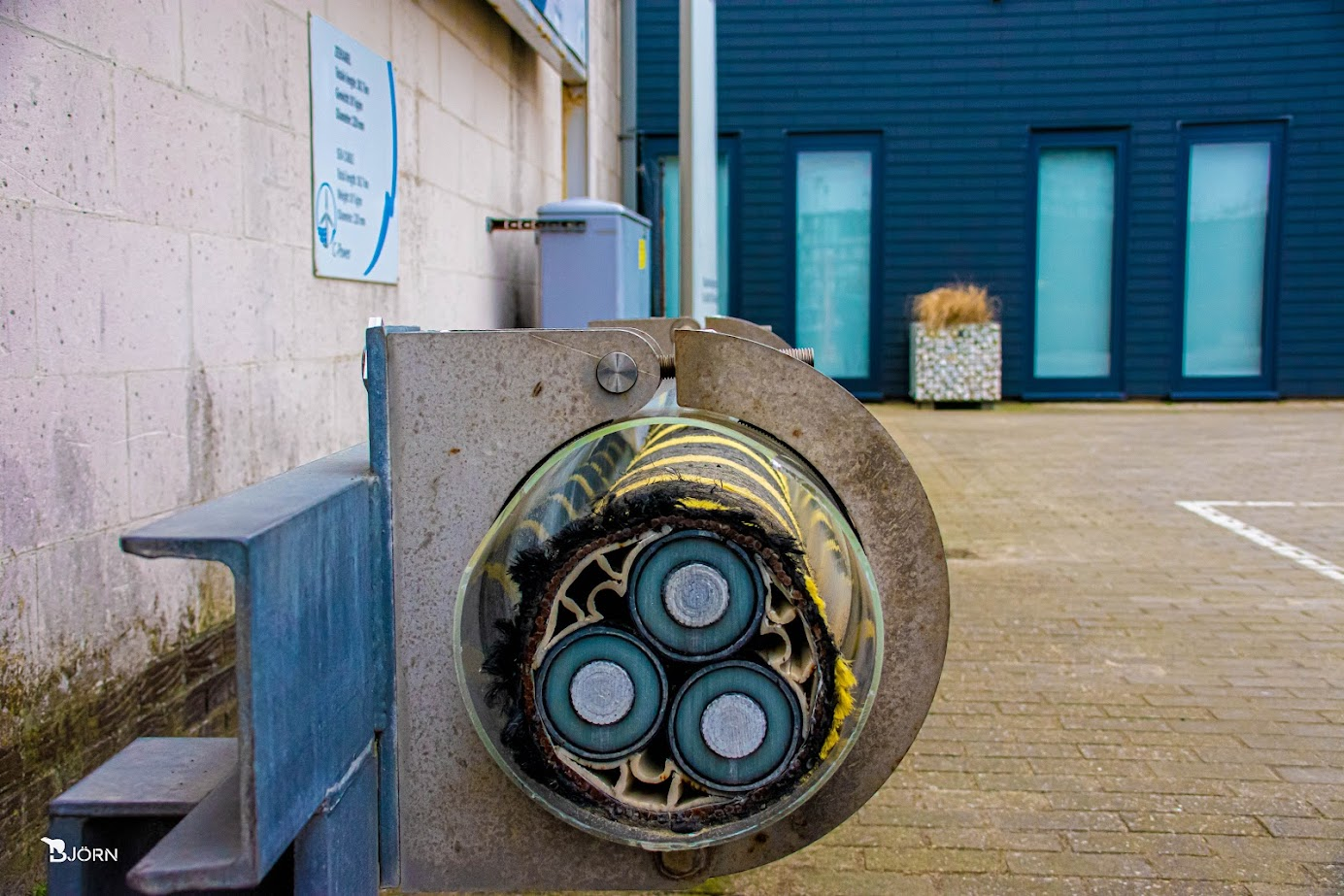
Zeekabel in Oostende

Tangerine is een onderzeese kabel voor telecommunicatie die door Het Kanaal van het Verenigd Koninkrijk naar België loopt.
De kabel komt in België aan land bij Mariakerke (Oostende) en in het Verenigd Koninkrijk bij Dumpton, ten noorden van Ramsgate. De kabel is in gebruik sinds 2000 en is ongeveer 112 kilometer lang.